# 大慶寺 (出雲市)
大慶寺（だいけいじ）は、 島根県出雲市多久町にある日蓮宗の寺院。山号は長昌山。旧本山は京都本法寺(中山門流)。

## 歴史
永享6年（1434年）久遠成院日親によって付近の禅宗寺院が日蓮宗に改宗され大慶寺が開創される。寛文3年（1663年）火災で焼失する。延宝2年（1674年）本阿弥光山が鬼子母神、十羅刹女、三十番神、富木常師像を寄進する。享保20年（1735年）本堂が建立される。安永2年（1773年）奥の院に草堂が建立され日親の石仏が奉安される。昭和28年（1953年）奥の院を焼失するが、同年中に再建される。昭和30年（1955年）庫裏の移築再建が行われる。昭和50年（1975年）本堂が改修される。平成14年（2002年）山門が建立される。

## 境内
- 本堂

## 歴代
- 久遠成院日親